# Arisvaldo Pereira
Arisvaldo Pereira (28 november 1970) is een voormalig Braziliaans voetballer.
Op 16-jarige leeftijd verhuisde Pereira van Brazilië naar België. Hij speelde van 1987 tot 1990 voor Beerschot. Hierna verhuisde hij naar toenmalig tweedeklasser Racing Genk. Bij Racing Genk werd hij een van de sterkhouders uit de beginjaren. In 5 seizoenen Racing Genk speelde hij liefst 128 keer voor de ploeg. In 1995 ging hij spelen voor reeksgenoot Overpelt-Fabriek. Een jaar later trok hij voor een jaar naar FC Beringen, alvorens terug te keren naar Overpelt. Bij de Peltse ploeg werd hij een van de sterkhouders, die mee de promotie naar derde nationale behaalden. In 2000 beëindigde hij zijn sportieve carrière bij KVO Aarschot.